# Sainte-Foy-d'Aigrefeuille
Sainte-Foy-d'Aigrefeuille é uma comuna francesa na região administrativa de Occitânia, no departamento de Alta Garona. Estende-se por uma área de 9,68 km². Em 2010 a comuna tinha 2 106 habitantes (densidade: 217,6 hab./km²).